# Anisak River
Der Anisak River ist ein etwa 113 Kilometer langer rechter Nebenfluss des Noatak River im Nordwesten des US-Bundesstaats Alaska. 

## Verlauf
Seine Quelle liegt in den De Long Mountains, einem Gebirgszug der Brookskette. Er fließt in südöstlicher Richtung durch das Noatak National Preserve und mündet gegenüber dem Lake Kangilipak in den Noatak River, der über den Kotzebue-Sund zur Tschuktschensee, einem Randmeer des Arktischen Ozeans, fließt.

## Name
Das United States Board on Geographic Names führt auch den Namen „Abala River“ für den Fluss. In The Inupiaq Eskimo Nations of Northwest Alaska wird der Name „Anisaam Kuuna“ verwendet.